# Cross Road Blues
（参考译名《十字路口布鲁斯》，常简称为）是一首藍調歌曲，由美国布鲁斯艺人罗伯特·约翰逊创作和录制于1936年。约翰逊单人弹唱，使用一把原声吉他演奏滑音管吉他技巧，以三角洲藍調风格表演该曲。这首歌已成为了罗伯特·约翰逊传说的一部分，传说中他为获得音乐才藝向魔鬼出卖灵魂，而歌曲中的十字路口被认为是他出卖灵魂的地点，尽管歌词没有包含任何明确的线索。
藍調艺人埃尔莫尔·詹姆斯在1954年和1960年至61年间翻唱了该曲，使其重新流行。1960年代后期，英国吉他手埃里克·克莱普顿（当时为奶油乐队成员）的歌曲改编自这首歌，使原曲被人熟知。这一藍調摇滚风格的版本启发了后来的许多翻唱，被摇滚名人堂收录进“塑造了摇滚乐的500首歌曲”名单。《滚石》杂志将其列为“史上最伟大的吉他歌曲”榜单的第3位，承认克莱普顿在该曲中的吉他弹奏表现。